# Guipry
Guipry foi uma antiga comuna francesa na região administrativa da Bretanha, no departamento Ille-et-Vilaine. Estendia-se por uma área de 50,55 km². Em 2010 a comuna tinha 3 646 habitantes (densidade: 72,1 hab./km²).
Em 1 de janeiro de 2016, passou a formar parte da nova comuna de Guipry-Messac.